# Zygmunt Peszkowski (cukiernik)
Zygmunt Peszkowski herbu Jastrzębiec (ur. 15 maja 1875 w Limanowej, zm. 24 sierpnia 1946 w Sanoku) – polski mistrz cukiernictwa.

## Życiorys

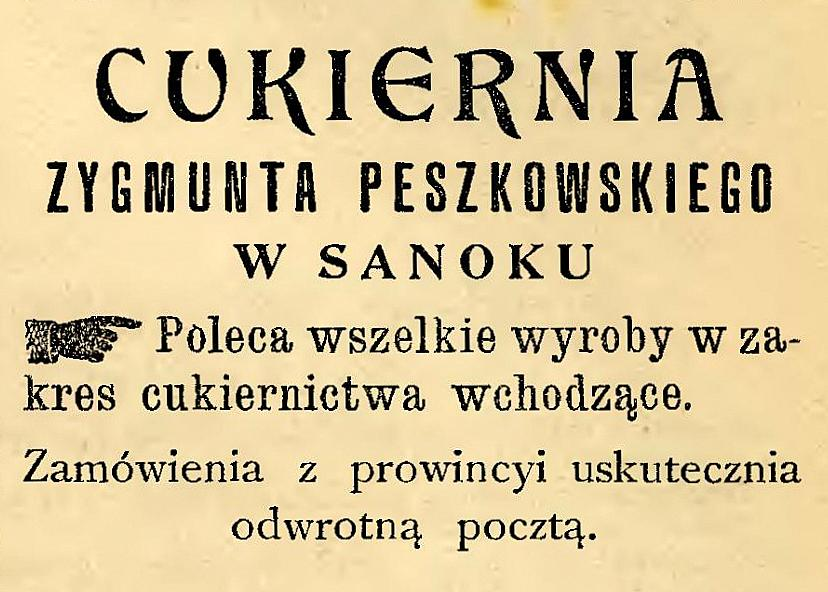
Reklama prasowa cukierni Zygmunta Peszkowskich („Tygodnik Ziemi Sanockiej” nr 2/1910)

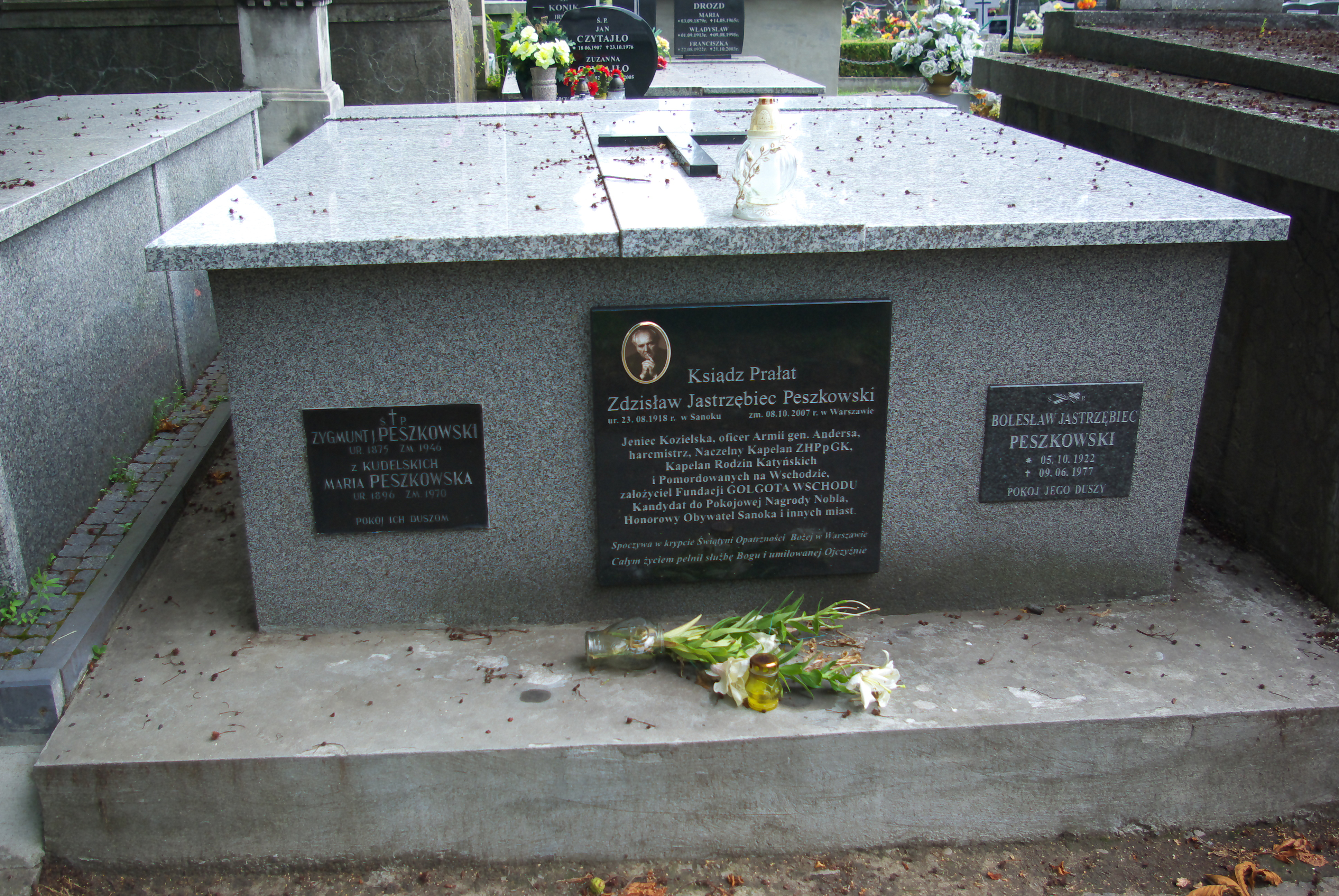
Grobowiec rodziny Peszkowskich w Sanoku

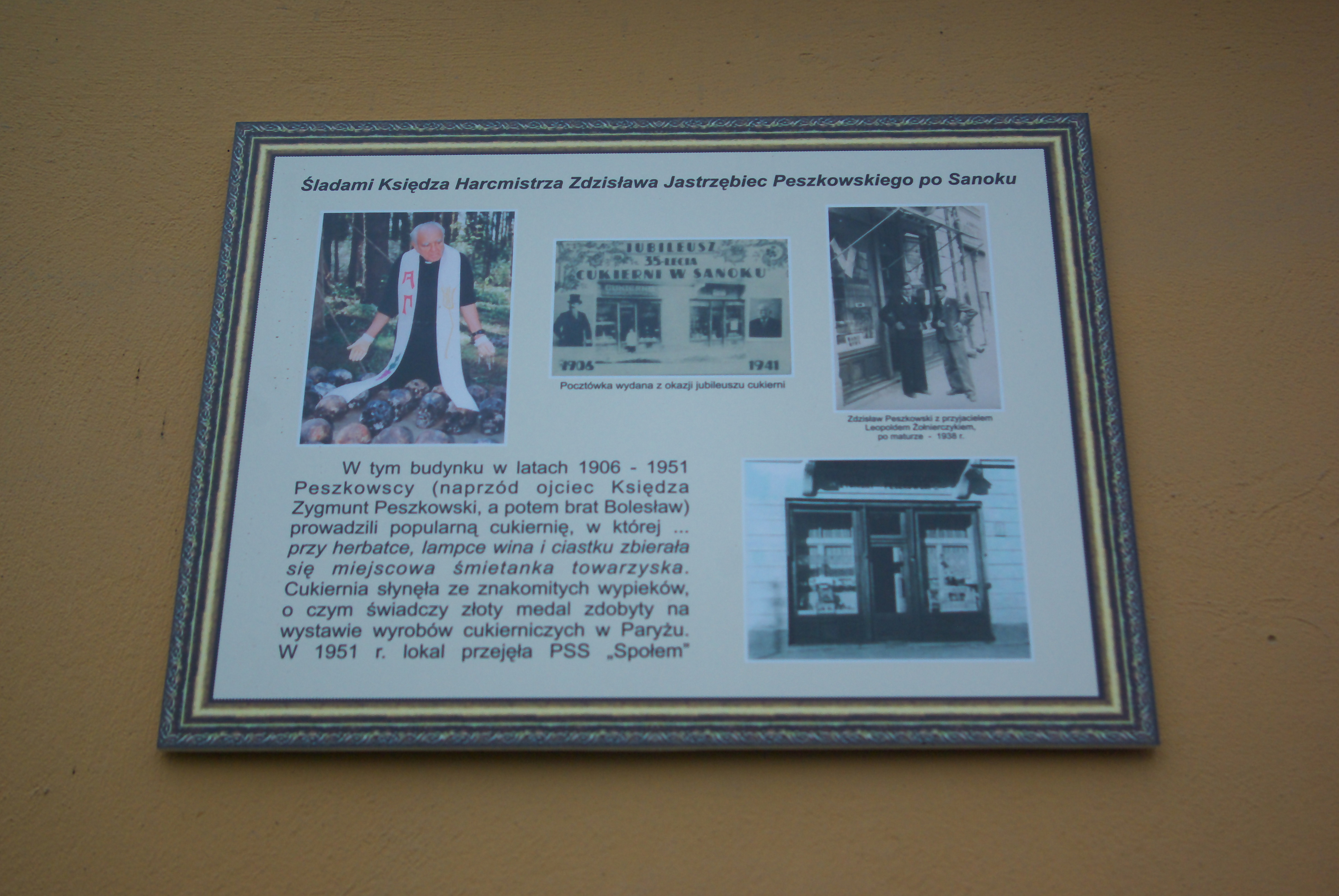
Tablica upamiętniająca cukiernię Peszkowskich przy ulicy Jagiellońskiej 10 w Sanoku

Urodził się 15 maja 1875 w Limanowej jako syn Apolinarego i Karoliny z domu Hołopup. Był bratem stryjecznym Ludwika Peszkowskiego, dyrektora szkoły wydziałowej w Krakowie.
Został mistrzem cukiernictwa. Od 1906 prowadził w Sanoku lokal gastronomiczny (cukiernio-kawiarnia) zwany „cukiernią Peszkowskich”, który mieścił się w secesyjnej kamienicy przy ówczesnej ulicy Liskiej – a po przemianowaniu – przy ulicy Jagiellońskiej pod numerem 53, zaś w obecnie pod numerem 10. Kamienica należała pierwotnie do Jana Słuszkiewicza (stąd płaskorzeźbione inicjały „JS” na fasadzie budynku), następnie do Jana Terleckiego. We frontowym lokalu kamienicy działała cukiernia, zaś wytwórnia jej wyrobów mieściła się w podwórzu zabudowań. Uchwałą Rady Miejskiej w Sanoku z 18 kwietnia 1907 otrzymał koncesję na cukiernię, wyszynk wina, sprzedaż kawy i herbaty pod lokalem nr 29 w mieście.
Na 17. Międzynarodowej Wystawie Spożywczej i Higienicznej w Paryżu zorganizowanej przez francuskie ministerstwo rolnictwa w maju 1910 Zygmunt Peszkowski otrzymał dyplom i złoty medal za nadesłane do konkursu cukry i ciasta z wizerunkiem Grzegorza z Sanoka. Później otrzymane wyróżnienie zostało umieszczone na wystawie wejściowej jego cukierni, a właściciel z okazji swojego wyróżnienia wydał pamiątkową pocztówkę. Po zniesieniu propinacji w Galicji i w związku z planowanym na 1911 wejściem w życie ustawy o koncesjach szynkarskich otrzymał w Sanoku jesienią 1910 obietnicę nadania koncesji na wyszynk uboczny tj. cukiernię. Gośćmi jego lokalu bywali przedstawiciele sanockiej elity. Podczas II wojny światowej w okresie okupacji niemieckiej w 1941 obchodzono jubileusz 35-lecia istnienia cukierni. Wówczas firma działała jako Konditorei – Cukiernia Zygmunt Peszkowski. 
12 lutego 1916 w Sanoku Zygmunt Peszkowski poślubił Marię Kudelską herbu Ślepowron (1896–1970, jej dziadek Władysław Kudelski był mężem Marii Babskiej, krewnej Marii Babskiej – żony Henryka Sienkiewicza). Uchwałą Rady Miejskiej w Sanoku z około 1931/1932 został uznany przynależnym do gminy Sanok. Wraz z rodziną zamieszkiwał w Sanoku w domu przy ulicy Jagiellońskiej (po przemianowaniu w PRL ul. Karola Świerczewskiego 28, później 26), położonym poniżej kamienicy mieszczącej jego cukiernię. W trakcie wojny rodzina Peszkowskich ukrywała w swoim domu kurierów Polskiego Państwa Podziemnego oraz Żydów. Dziećmi Zygmunta i Marii byli: Helena (1916–1918, zmarła podczas epidemii hiszpanki), Zdzisław (1918-2007, harcerz, żołnierz, ksiądz katolicki), Wiesław Zygmunt Marian (1920-1976, przed 1939 pomocnik cukierniczy, podczas II wojny światowej żołnierz gen. Stanisława Maczka, później emigrant w USA, kierownik fabryki), Bolesław (1922-1977, m.in. tenisista stołowy w klubie Sanoczanka Sanok).
Był członkiem sanockiego gniazda Polskiego Towarzystwa Gimnastycznego „Sokół” (1912, 1921, 1924, 1939) i w 1946 zaangażował się w jego próbę reaktywacji.
Zmarł 24 sierpnia 1946 w Sanoku. Został pochowany w grobowcu rodzinnym na cmentarzu przy ul. Rymanowskiej w Sanoku 26 sierpnia 1946.
Cukiernię prowadził krótkotrwale syn Bolesław. W 1951 została przejęta przez Spółdzielnię Spożywców „Społem”, upaństwowiona, po czym funkcjonowała pod nazwą kawiarni „Ewa”.
11 listopada 2013 na fasadzie kamienicy przy ul. Jagiellońskiej 10 sanoccy harcerze z Hufca ZHP Ziemi Sanockiej im. ks. hm. Zdzisława Peszkowskiego umieścili tablicę informacyjną upamiętniającą istnienie cukierni.